# Резолюция 138 на Съвета за сигурност на ООН
Резолюция 138 на Съвета за сигурност на ООН е приета на 23 юни 1960 по повод жалбата на Аржентина срещу Израел, подадена по повод похищението на Адолф Айхман.
Като взема предвид обвиненията, отправени от представителя на Аржентина, че прехвърлянето на Адолф Айхман на територията на Израел представлява нарушение на аржентинския суверенитет, Съветът за сигурност постановява, че подобни действия, които нарушават суверенитета на която и да страна – членка на ООН, ако бъдат повторени, могат да предизвикат международно напрежение и да застрашат международния мир и сигурността. Във връзка с това Съветът за сигурност предлага на Израел да изплати на Аржентина обезщетение в съответствие с Хартата на ООН и международното право. В същото време Съветът изказва надежда, че традиционно добрите отношения между Израел и Аржентина ще бъдат продължени.
Резолюция 138 е приета с мнозинство от осем гласа „за“ и двама „въздържали се“ – Полша и Съветския съюз, като представителят на Аржентина не участва в гласуването.